# Bolivianische Küche

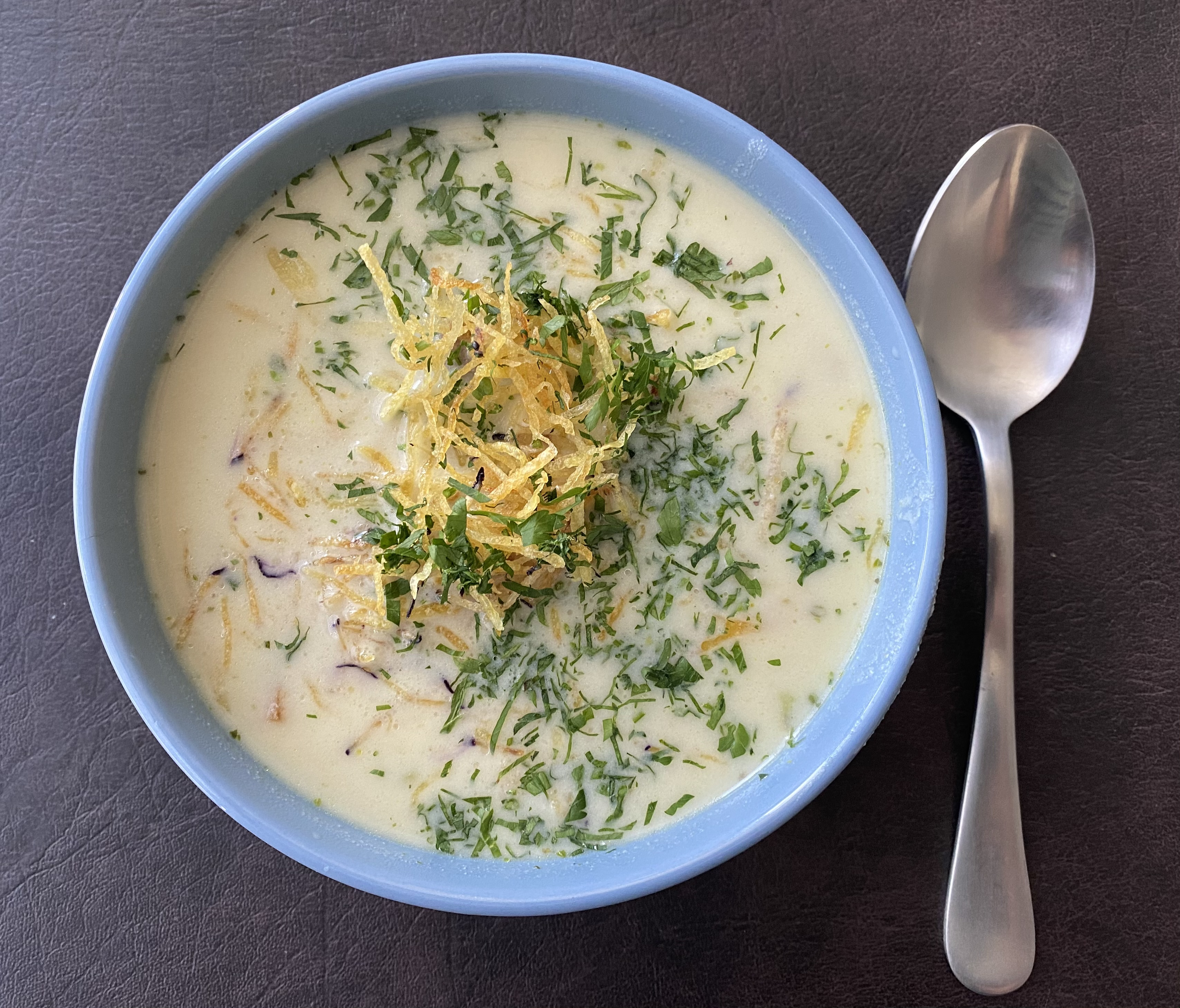
Sopa de Mani, bolivianische Erdnuss-Suppe

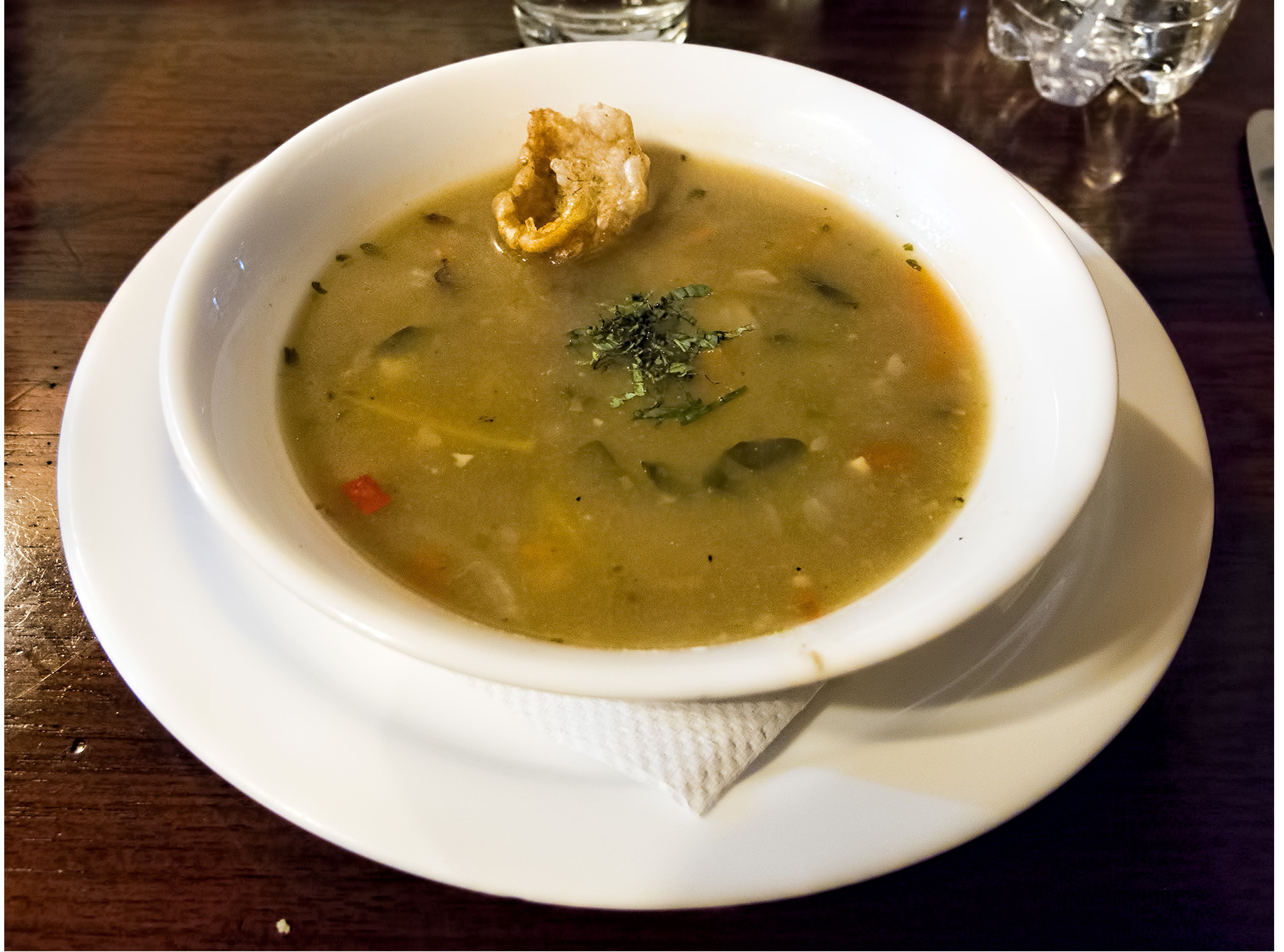
Chairo, eine traditionelle Suppe der Aymara, in der Region La Paz. Eine Gemüse- und Rindfleischsuppe, mit frischer Minz-Chiffonade serviert.

Die bolivianische Küche spiegelt die Esskultur Boliviens wider. Durch die großen naturräumlichen und klimatischen Unterschiede zwischen Altiplano, den Kordilleren, den Tälern am Ostabhang der Anden und dem bolivianischen Tiefland unterscheiden sich auch die Gerichte erheblich.
Generell spielen Kartoffeln, Reis, Milchprodukte, Obst und Suppen in der bolivianischen Ernährung eine Hauptrolle. Stärkereiche Lebensmittel variieren je nach Region: im Tiefland wird Yucca und in den Tälern Mais gegessen; Im Altiplano werden täglich Kartoffeln verwendet. Quinoa gedeiht in Boliviens aridem Klima und wird in Eintöpfen gekocht oder gemahlen zu Brot gebacken.

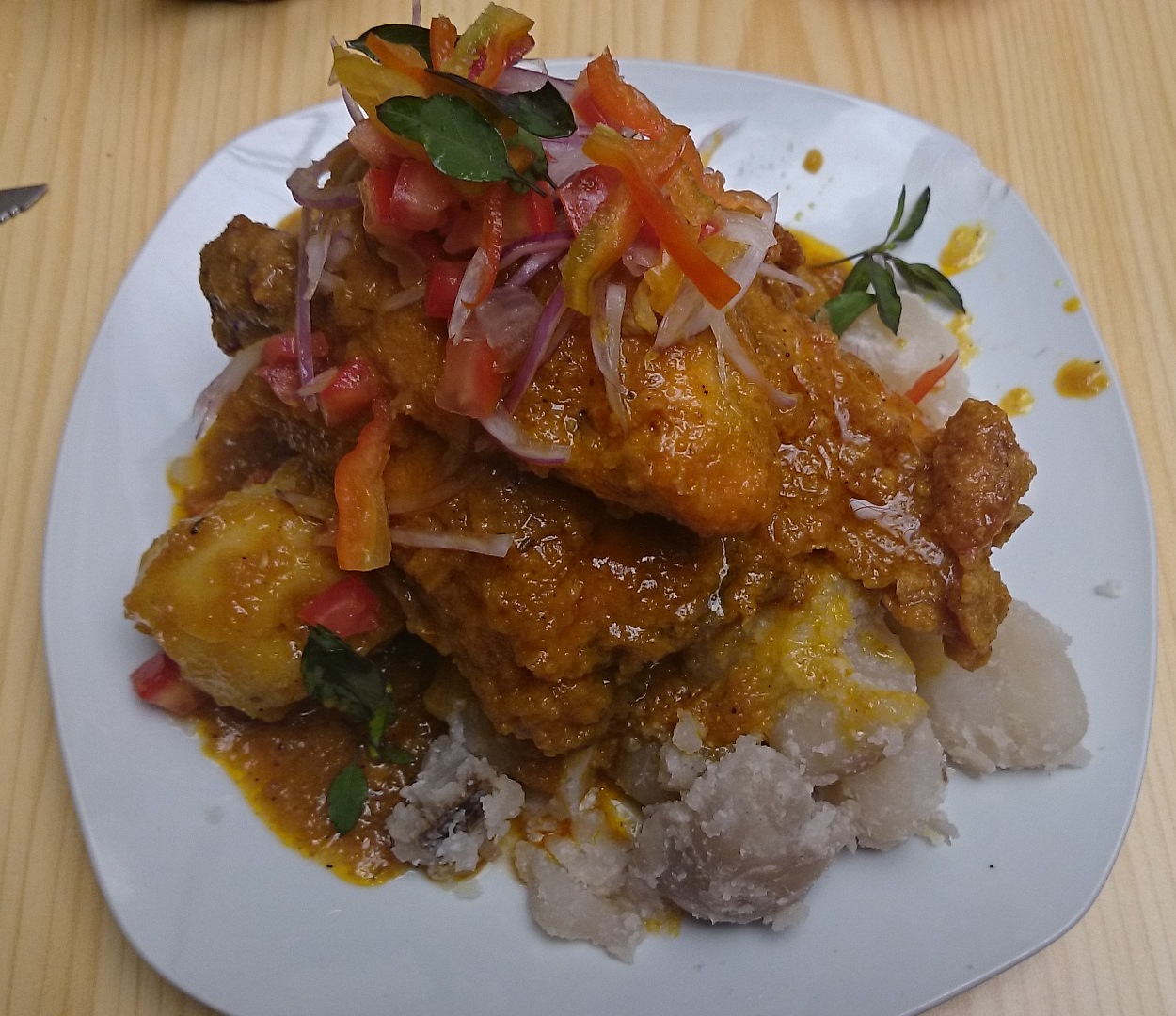
Sajta de pollo

## Lebensmittel und Zutaten
Die Kartoffel spielt in der bolivianischen Küche eine große Rolle; im Land werden mehrere Hundert Kartoffelsorten gezüchtet. Einige bittere Kartoffelsorten werden zu Chuño verarbeitet, indem sie Frost ausgesetzt und anschließend entwässert werden. Das getrocknete, optisch an Trüffel erinnernde Chuño ist lange haltbar und wird rehydriert wie Kartoffeln genutzt oder zu Mehl vermahlen.

## Esskultur
Zum Frühstück gibt es normalerweise Tee oder Kaffee zu Brot und Käse; in ländlichen Gebieten trinkt man ein heißes Getränk namens Api, aus mit Zucker und Zimt gewürztem Mais. Am späteren Vormittag nimmt man Salteñas (Fleischpastetchen mit Kartoffeln, Oliven und Rosinen) als Imbiss zu sich. Das Mittagessen ist die Hauptmahlzeit des Tages, die aus einer Suppe und einem Hauptgericht besteht; in bessergestellten Haushalten gibt es bis zu fünf Gänge. Das Abendessen ist generell leichtere Kost und wird ab 19 Uhr gereicht.

## Typische Gerichte
Zwischen den Küchen der Hochregionen Boliviens und der anderen Andenländern sind Gemeinsamkeiten erkennbar (siehe Peruanische Küche und Ecuadors Küche): das scharfe Würzen mit Chilischoten, eher Eintöpfe und Gemüsegerichte als Braten sowie das Färben von Lebensmitteln mit Annatto. Die frostbeständigen weißen und violetten Kartoffelsorten, die auch für Herstellung von Chuño verwendet werden, sichern das ganze Jahr über Lebensmittel, zum Beispiel mit Beilagen wie Peperoni oder Käse, oder als Zutat für Chupe (Eintopf). Rund um den Titicacasee ist Quinoa ein Grundnahrungsmittel, es wird in Suppen gekocht. Mais wächst in den bolivianischen Höhenlagen nicht gut, wird aber inzwischen in Gerichten wie Pastel del Choclo (ein Maisauflauf) verwendet. Aus den drei Grundnahrungsmitteln Kartoffel, Quinoa und Mais werden alkoholische Getränke unterschiedlicher Stärke hergestellt, wie der bolivianische Nationalschnaps Singani. Meerschweinchen- und Kaninchenfleisch wird in ländlichen Gebieten gelegentlich gegessen. Das Lama wird auf dem Altiplano traditionell als Lasttier und Milchlieferant gehalten, spielt aber in dieser Region auch für die Fleischversorgung eine Rolle. Die touristische Küche Boliviens hat sich aufgrund der Vorlieben, Wünsche und sozialen Rollen der Touristen entwickelt. Bestimmte lokale Zutaten werden daher in der Touristenliteratur als bolivianischer angesehen als andere. Lama-Fleisch wird seit 1997 zunehmend den ausländischen Besuchern angeboten. Das Tier erscheint auf Postkarten und nationalen Insignien als Symbol der Anden. Die beiden großen Seen Titicaca und Poopó sowie die Flüsse im Tiefland liefern Süßwasserfische.
Spezialitäten der bolivianische Küche sind Chairo (Suppe aus Chuñomehl), Sopa de Maní (eine Erdnuss-Suppe) oder Sajta de Pollo (ein würziges Hühnchengericht). Huhn ist die häufigste Fleischsorte, in Südbolivien auch Rindfleisch. Pique Macho (Grillteller mit Tomaten, Peperoni, Zwiebeln), Picante de pollo (scharfes Hühnerfleisch) oder Silpancho (dünn geklopftes Rindfleisch) sind weitere beliebte bolivianische Fleischgerichte.
Typische Gerichte aus dem Tiefland Boliviens sind Masaco (Püree aus Kochbananen oder Yucca gemischt mit geschnetzeltem Charque und gebraten), Majadito (Charque mit Zwiebeln und Tomaten) und Cuñapé.